# Cardassian
De Cardassians zijn een fictief ras in de televisie- en filmserie Star Trek.
Cardassians zijn afkomstig uit het Alfakwadrant, van de planeet Cardassia Prime. Uiterlijke kenmerken van de Cardassians zijn hun grijze huid en brede gerimpelde nek. Ook hebben ze rimpels op het voorhoofd en armen en benen. Ze zijn geëvolueerd uit reptielen. Ze houden erg van warmte en donkere ruimtes. Op hun planeet is het ook erg warm en bewolkt. Een ander kenmerk van Cardassians is dat ze perfectionistisch zijn. Al vroeg in hun jeugd wordt dit getraind.
De Borg kennen de Cardassians als "Soort 2290".

## Geschiedenis
De staatsvorm van het Cardassiaanse rijk (ook wel de Cardassiaanse Unie genoemd) is meestal één of andere vorm van militaire dictatuur, hoewel er rond 2370 een korte opleving van democratie is geweest. Al vanaf de eerste kennismakingen met de Federatie was de verhouding tussen de twee rijken gedomineerd door wantrouwen en open of verdoken vijandigheid en grensconflicten. Het Cardassiaanse rijk maakte aanspraak op een aantal planeten die gekoloniseerd waren door de Federatie. Na lange onderhandelingen kwam er een uitwisseling van betwiste gebieden en werd een duidelijke grens afgebakend tussen de twee mogendheden.
Na een jarenlange bezetting van Bajor en een vredesakkoord over de betwiste planeten, kwam het ertsverwerkings-ruimtestation Terok Nor, later Deep Space Nine genoemd, onder toezicht van Starfleet. Kort na de intrek van het Starfleet personeel in het station bleek dat in dat zich in het Bajoraanse stelsel een stabiel wormgat naar het Gamma kwadrant bevond. Deze ontdekking leidde opnieuw tot verhoogde spanningen rond het strategisch gelegen ruimtestation.
Kort hierna werd het Cardassische rijk voor een groot deel bezet door de Klingons. Een algemene bezetting werd vermeden door een officieuze interventie van de Federatie.
Een aantal jaar na de ontdekking van het wormgat, viel de Dominion het Alfa Kwadrant binnen en sloot het Cardassische Rijk zich aan bij de Dominion in de strijd tegen de andere Alfa- en Beta-Kwadrant mogendheden. Een combinatie van Jem'Hadar en Cardassiaanse eenheden heroverden de bezette gebieden en verdreven de Klingons uit Cardassische ruimte. Terwijl de Cardassianen eerst dachten dat dit een verbond tussen gelijken zou zijn, werden ze al gauw onderdrukt door de Dominion. Naast grote verliezen door de Federatie, Klingons en later ook Romulanen betaalde het Cardassische rijk de hoogste prijs met deze desastreuze alliantie: aan de vooravond van de nederlaag richtte de Dominion een massaslachting aan onder de Cardassiaanse bevolking.

## Obsidiaanse Orde
De Cardassianen hebben een machtige militaire inlichtingsdienst, de Obsidiaanse Orde genaamd. De Orde stond bekend als een van meest efficiënte en wreedste organisaties in de Melkweg. De Orde was zo mogelijk nog effeciënter dan haar rivaal, de Romulaanse Tal Shiar. Naar verluidt kon geen Cardassiaan een maaltijd nuttigen zonder dat de Orde elke hap registreerde. Enabran Tain was het voormalige hoofd van de Obsidiaanse Orde en was de enige die ooit met pensioen is gegaan. Elim Garak, Tains zoon en balling op Deep Space Nine, was tot zijn verbanning een agent van de Obsidiaanse Orde. Officieel mag de inlichtingsdienst niet beschikken over sterrenschepen, maar men bleek toch over een machtige ruimtevloot te beschikken die aan de controle van het centrale gezag was ontsnapt. Het grootste deel van deze vloot werd samen met die van de Tal Shiar vernietigd in een poging de Dominion op eigen gebied te neutraliseren.
De Obsidiaanse Orde was op papier onderschikt aan de Detaparaad, de burgerregering van Cardassië, maar in de praktijk deelde de Orde haar macht met het Centrale Commando, de militaire arm van de Cardassiaanse Unie. Nadat de Orde nagenoeg vernietigd werd tegen de Dominion, verslapte de controle van het Centrale Commando over de samenleving en verkreeg de Detaparaad ook in de praktijk de opperste macht. Hierdoor werd de Cardassiaanse Unie een democratie.

## Rechtspraak
In het Cardassiaanse juridische systeem is, volgens de Star Trek aflevering Tribunal, een verdachte altijd schuldig en wordt het vonnis (bijna altijd de doodstraf) al voor de rechtszitting bepaald. De rechtszaak moet de overwinning van het goede op het kwade demonstreren, zodat de Cardassiaanse burgers zich altijd veilig zullen voelen.
De volgende personen zijn aanwezig in de rechtszaal:
- De Archon is rechter en Officier van Justitie. Hij verhoort getuigen en leidt de zitting.
- De schuldige moet een "mooie bekentenis" maken.
- De Nestor adviseert de schuldige
- De Publieke Conservator zorgt voor een "mooie" rechtszaak.
- De familieleden van de verdachte zijn ook aanwezig zodat het volk ze kan zien huilen om de daden van de schuldige.

## Leger
De militaire belangen van de Cardassiaanse Unie worden verdedigd door de Cardassiaanse Wacht. De Cardassiaanse Wacht valt onder het Centrale Commando. Samen met de Obsidiaanse Orde staat het Centrale Commando aan het hoofd van de Unie. De Detaparaad heeft slechts nominale macht over beide organisaties. De Cardassiaanse Wacht is onderverdeeld in twaalf Ordes en wordt ook geassisteerd door milities.
De Cardassiaanse Wacht heeft drie bekende rangen:
- Legaat, de hoogste rang die te vergelijken is met de rang van admiraal in Starfleet. Legaten hebben zitting in het Centrale Commando.
- Gul, te vergelijken met de Starfleet-rang van kapitein. Naast het commando over sterrenschepen kunnen Guls ook een andere taakomschrijving hebben, zoals het besturen van Cardassiaanse territoria of het bevel over een Orde of een ruimtestation.
- Glinn, een rang die te vergelijken is met die van een luitenant. Veel glinns zijn directe ondergeschikten van een Gul.

De sterrenschepen van de Cardassiaanse Wacht zijn vooral gebouwd om te vechten in strakke formaties. De Keldon-klasse en de Galor-klasse sterrenschepen maken de overgrote meerderheid van de Cardassiaanse vloot uit.